# L.D. 50
L.D. 50 is het debuutalbum van de band Mudvayne. Het album kwam op 22 augustus 2000 uit. "Dig", de eerste single van het album, won een MTV2 Award in 2001.
L.D. 50 is een conceptalbum over de evolutietheorie en laboratoriumexperimenten. De naam is ook afgeleid van LD50, de maat van de hoeveelheid van een stof die bij 50% van een populatie tot de dood leidt.
Het album werd goed ontvangen door de media, waarschijnlijk mede doordat een van de producers Shawn Crahan (van Slipknot) de teksten verbeterde en de originele mix van thrashmetal, alternatieve metal en mathmetal omtoverde in een makkelijker verteerbaar nu metal.
De eerste single, Dig, won een mtv2 award en dit leidde ertoe dat de single en het album de gouden certificatie kregen in 2001. Dig werd opgevolgd door de hitsingle Death Blooms, die op #32 in de mainstream rock chart kwam en verder succes bracht. De single Nothing to Gein werd een hit onder fans.
Er zijn nu in totaal bijna 1 miljoen albums verkocht van L.D. 50.

## Tracklist
1. "Monolith" – 1:52
2. "Dig" – 2:43
3. "Internal Primates Forever" – 4:25
4. "-1" – 3:58
5. "Death Blooms" – 4:52
6. "Golden Ratio" – 0:54
7. "Cradle" – 5:14
8. "Nothing to Gein" – 5:29
9. "Mutatis Mutandis" – 1:43
10. "Everything And Nothing" – 3:14
11. "Severed" – 6:33
12. "Recombinant Resurgence" – 2:00
13. "Prod" – 6:03
14. "Pharmaecopia" – 5:34
15. "Under My Skin" – 3:47
16. "(K)now F(orever)" – 7:06
17. "Lethal Dosage" – 2:59